# Politiezone Deinze-Zulte
Politiezone Deinze-Zulte (zonenummer 5420) was een politiezone die werkte in de Belgische gemeenten Deinze en Zulte. Sinds 1 januari 2019 is deze politiezone veranderd naar Politiezone Deinze-Zulte-Lievegem.

## Indeling
- Hoofdcommissariaat Deinze
- Wijkcommissariaat Zulte